# کد کونست
جو سونگ وو (کره‌ای: 조성우؛ زادهٔ ۱۹ دسامبر ۱۹۸۹) که بیشتر با نام هنری کد کونست (انگلیسی: Code Kunst; کره‌ای: 코드 쿤스트) شناخته می‌شود، تهیه‌کننده موسیقی و آهنگساز اهل کره جنوبی است. او در سال ۲۰۱۵ دومین آلبوم استودیویی خود به نام کرامپل و در سال ۲۰۱۷ سومین آلبوم استودیویی خود به نام عمارت ماگلز را منتشر کرد.